# 烏里揚尼夫卡 (卡緬涅茨-波多利斯基區)
48°45′7″N 26°31′26″E / 48.75194°N 26.52389°E
烏里揚尼夫卡（烏克蘭語：Улянівка），是烏克蘭的村落，位於該國西部赫梅利尼茨基州，由卡緬涅茨-波多利斯基區揚皮爾市鎮管轄，面積0.51平方公里，2001年人口311，人口密度每平方公里611人。